# 阿内 (大西洋卢瓦尔省)
阿内（法語：Anetz，法語發音：[anɛ]）是法国大西洋卢瓦尔省的一个旧市镇，位于该省东部，属于沙托布里扬-昂斯尼区。2016年1月1日，阿内和相邻的圣埃尔布隆合并为新市镇卢瓦尔河畔韦尔（Vair-sur-Loire）。

## 地理
阿内（47°22'56"N, 1°6'10"W）面积14.83 平方千米，位于法国卢瓦尔河地区大区大西洋卢瓦尔省，该省份为法国西北部沿海省份，位于布列塔尼半岛东南部，北起伊勒-维莱讷省，西北接莫尔比昂省，西临大西洋，南至旺代省，东临曼恩-卢瓦尔省。
与阿内接壤的市镇（或旧市镇、城区）包括：布济耶、昂斯尼、利雷、勒马里耶、圣埃尔布隆。
阿内的时区为UTC+01:00、UTC+02:00（夏令时）。

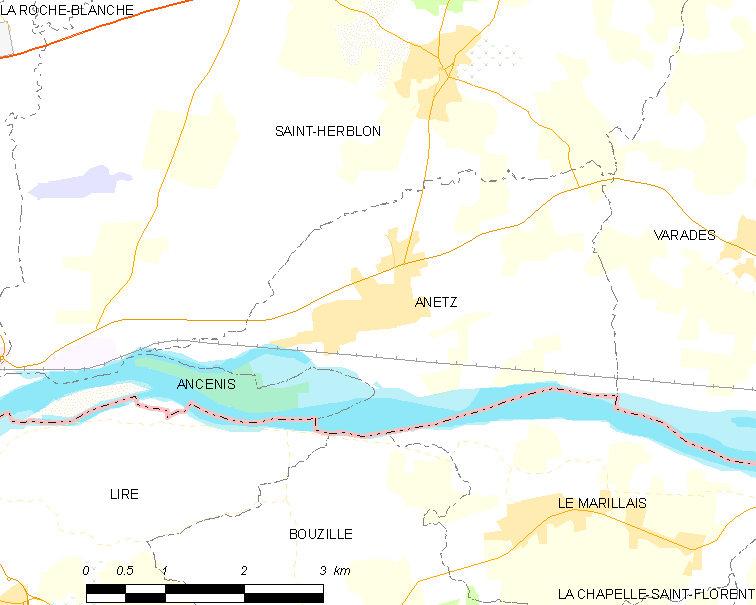
阿内的OSM定位图

## 行政
阿内的邮政编码为44150，INSEE市镇编码为44004。

## 政治
阿内所属的省级选区为昂斯尼-圣热雷翁县。

## 人口

1962-2008年间阿内人口变化图示

阿内于2018年1月1日时的人口数量为2086人。